# Општина Добарчени (Ботошани)
Добарчени (рум. Dobârceni) општина је у Румунији у округу Ботошани.
Oпштина се налази на надморској висини од 187 m.